# Basly
Basly é uma comuna francesa na região administrativa da Normandia, no departamento Calvados. Estende-se por uma área de 3,93 km². Em 2010 a comuna tinha 1 099 habitantes (densidade: 279,6 hab./km²).